# فلور نظری
فلور نظری (زاده ۱ بهمن ۱۳۴۷) بازیگر اهل ایران است و خواهر فریبا نظری پور کیایی می باشد .

## فیلم‌شناسی

### سینما
| اکران | نام فیلم             | کارگردان                      | نقش        |
| ----- | -------------------- | ----------------------------- | ---------- |
| ۱۳۷۹  | شور عشق              | نادر مقدس                     |            |
| ۱۳۸۲  | تب                   | رضا کریمی                     |            |
| ۱۳۸۳  | ازدواج صورتی         | منوچهر مصیری                  |            |
| ۱۳۸۴  | رؤیای خیس            | پوران درخشنده                 | سیما       |
| ۱۳۸۵  | قصه دل‌ها             | هوشنگ درویش‌پور                |            |
| ۱۳۸۵  | بچه‌های ابدی          | پوران درخشنده                 |            |
| ۱۳۸۵  | کلاهی برای باران     | مسعود نوابی                   |            |
| ۱۳۸۶  | تسویه حساب           | تهمینه میلانی                 |            |
| ۱۳۸۶  | محافظ                | محمدجواد کاسه‌ساز              |            |
| ۱۳۸۷  | بیداری               | فرزاد مؤتمن                   |            |
| ۱۳۸۷  | زندگی شیرین          | قدرت‌الله صلح میرزایی          |            |
| ۱۳۸۸  | شیر و عسل            | آرش معیریان                   |            |
| ۱۳۸۸  | در شب عروسی          | رضا قهرمانی                   |            |
| ۱۳۸۹  | کنسرت روی آب         | جهانگیر جهانگیری              | پروانه     |
| ۱۳۸۹  | تپلی                 | هوشنگ درویش‌پور                |            |
| ۱۳۸۹  | فیلادلفی             | مجتبی اسدی‌پور اسماعیل رحیم‌پور | هیفا       |
| ۱۳۹۰  | مامان بهروز من را زد | عباس مرادیان                  |            |
| ۱۳۹۱  | چهارباندی            | محمدجعفر باقری‌نیا             | مرجان      |
| ۱۳۹۲  | یکی برای همه         | محمد آهنگرانی                 | نسرین      |
| ۱۳۹۲  | آتش‌بس ۲              | تهمینه میلانی                 | مادر ترانه |
| ۱۳۹۴  | دریا کنار            | آرش معیریان                   |            |
| ۱۳۹۸  | عشق پول              | شهروز آقایی‌پور                |            |

### تلویزیون

#### تله‌فیلم
| نام                 | کارگردان        | سال پخش | نقش    |
| ------------------- | --------------- | ------- | ------ |
| دهخدا               | محمدرضا ورزی    | ۱۳۸۶    | تهمینه |
| بهار قبل و بعد      | شاهد احمدلو     | ۱۳۸۸    |        |
| پاپوش               | اسماعیل فلاح‌پور | ۱۳۹۰    |        |
| آوازهای مادرانه     | اصغر هاشمی      | ۱۳۹۰    | مرجان  |
| سومین روز پس از مرگ | پرویز شیخ طادی  | ۱۳۸۵    |        |
| دزدان غیر دریایی    | بیژن شیرمرز     | ۱۳۸۹    |        |
| رنگ زیتون کال       | امیرحسین حجت    |         | سیما   |
| کابوس               | رضا بهشتی       | ۱۳۸۷    |        |
| قرار در اسکله       | مهدی ودادی      | ۱۳۹۸    | روژان  |
| مسافر               | محمد دستگردی    |         | گلرخ   |
| آخرین اجرا          | اسماعیل فلاح‌پور | ۱۳۸۵    |        |
| سرشاخ               | محمود معظمی     | ۱۳۹۱    |        |
| یک لحظه دیرتر       | حمید بهمنی      | ۱۳۹۱    |        |
| جستجو               | علی درخشی       |         | نسرین  |
| یک سفر بخصوص        | محمد راوندی     | ۱۳۹۲    | فریبا  |
| یغما                | محمود معظمی     | ۱۳۸۷    |        |
| از میان سایه‌ها      | رهبر قنبری      | ۱۳۹۱    |        |

#### مجموعه‌ها
| سال  | نام مجموعه            | کارگردان                         | نقش                | توضیحات                       |
| ۱۳۷۵ | فریاد بی صدا          | داریوش جهانگیری                  |                    | شبکه ۲                        |
| ۱۳۷۶ | دل‌های شاد             | حمید قدکچیان                     |                    | شبکه ۲                        |
| ۱۳۷۷ | بگذار آفتاب برآید     | حسین مختاری                      | بازیگر مهمان       | شبکه ۳۲۶ قسمت                 |
| ۱۳۷۷ | پزشکان                | مسعود کرامتی                     | پرستار             | شبکه ۳۱۳ قسمت                 |
| ۱۳۷۸ | باغ ستاره             | شیرین جاهد                       |                    | شبکه ۱۱۰ قسمت                 |
| ۱۳۷۸ | شب چراغ               | امیر قویدلجمال شورجهمجید جوانمرد |                    | شبکه ۲۲۴ قسمت                 |
| ۱۳۷۹ | خانه نیکو             | مسعود کرامتی                     |                    | شبکه ۲                        |
| ۱۳۷۹ | دختران                | اصغر توسلی                       | بازیگر مهمان       | شبکه تهران۳۸ قسمت             |
| ۱۳۷۹ | چراغ جادو             | همایون اسعدیان                   | بازیگر مهمان       | شبکه ۱۱۳ قسمت                 |
| ۱۳۷۹ | غروب بی‌پایان          | هوشنگ هدایتی                     |                    | شبکه ۱۳۴ قسمت                 |
| ۱۳۸۰ | خاکستر و باد          | جهانبخش لک                       |                    | شبکه ۲                        |
| ۱۳۸۰ | دوران سرکشی           | کمال تبریزی                      | محبوبه             | شبکه تهران۲۶ قسمت             |
| ۱۳۸۰ | شب آفتابی             | قاسم جعفری                       |                    | شبکه ۳۱۵ قسمت                 |
| ۱۳۸۰ | بیابان عشق            | هوشنگ هدایتی                     |                    | شبکه ۱                        |
| ۱۳۸۰ | مزه خوب کودکی ۱       | مسعود شاه محمدی                  |                    | شبکه ۱                        |
| ۱۳۸۱ | نوعروس                | بیژن میرباقری                    |                    | شبکه ۲۳۰ قسمتپخش در ماه رمضان |
| ۱۳۸۱ | باران عشق             | احمد امینیفریدون حسن پور         |                    | شبکه تهران۱۳ قسمت             |
| ۱۳۸۱ | سه، پنج، دو           | مهرداد غفارزاده                  |                    | شبکه ۲۳۴ قسمت                 |
| ۱۳۸۱ | مزرعه آفتابگردان      | فریدون حسن پور                   |                    | شبکه ۱۱۳ قسمت                 |
| ۱۳۸۱ | مسافری از هند         | قاسم جعفری                       | راجا(زن عموی سیتا) | شبکه ۳۲۶ قسمت                 |
| ۱۳۸۲ | تب سرد                | علیرضا افخمی                     | پزشک محمدی         | شبکه ۳۲۴ قسمت                 |
| ۱۳۸۲ | مشاور                 | علی بیابانی                      |                    | شبکه ۱۱۲ قسمت                 |
| ۱۳۸۲ | شهر باران             | جواد هاشمی                       |                    | شبکه ۲                        |
| ۱۳۸۳ | خانه به دوش           | رضا عطاران                       | نسرین              | شبکه ۳۲۷ قسمتپخش در ماه رمضان |
| ۱۳۸۳ | فصل زرد               | محمدرضا زهتابی                   |                    | شبکه ۱۱۳ قسمت                 |
| ۱۳۸۳ | دایره تردید           | امیر قویدل                       | بازیگر مهمان       | شبکه ۱۲۶ قسمت                 |
| ۱۳۸۳ | آپارتمان ۱۱۰          | بهروز طاهری                      |                    | شبکه ۱۵۲ قسمت                 |
| ۱۳۸۳ | هتل پاپلی             | محمدتقی رنجبر                    |                    | شبکه ۱۴۲ قسمت                 |
| ۱۳۸۴ | متهم گریخت            | رضا عطاران                       | زن نادر            | شبکه ۳۲۶ قسمتپخش در ماه رمضان |
| ۱۳۸۴ | زائرسرای ممتاز        | حمید بهمنی                       | بازیگر مهمان       | شبکه ۲۲۶ قسمت                 |
| ۱۳۸۴ | قلب                   | مسعود تکاور                      | حمیرا              | شبکه تهران۹ قسمت              |
| ۱۳۸۴ | ارث بابام             | جواد رضویان                      | پریچهر             | شبکه ۳۲۴ قسمت                 |
| ۱۳۸۴ | کارآگاه لطفی          | حسین قناعت                       |                    | شبکه ۲۲۷ قسمتپخش در نوروز ۸۵  |
| ۱۳۸۵ | پرواز در حباب         | سیروس مقدم                       | نسرین              | شبکه ۳۱۵ قسمت                 |
| ۱۳۸۵ | عبور از مه            | شفیع آقامحمدیان                  |                    | شبکه قرآن۲۰ قسمت              |
| ۱۳۸۶ | به همین سادگی         | افشین اربابی                     |                    | شبکه تهران۱۲ قسمت             |
| ۱۳۸۷ | عملیات ۱۲۵(سری اول)   | بهروز افخمی                      | سعیده              | شبکه تهران۱۳ قسمت             |
| ۱۳۸۷ | غیرمحرمانه            | مسعود رسام                       |                    | شبکه تهران۱۴ قسمت             |
| ۱۳۸۷ | هویت                  | مهدی ودادی                       | روژان              | شبکه ۳۱۶ قسمت                 |
| ۱۳۸۷ | مرد دو هزار چهره      | مهران مدیری                      | شیرین              | شبکه ۳۱۳ قسمتپخش در نوروز ۸۸  |
| ۱۳۸۹ | آسمان همیشه ابری نیست | سعید عالم زاده                   | همسر رحیم          | شبکه ۱۳۱ قسمت                 |
| ۱۳۹۰ | دختری به نام آهو      | قدرت‌الله صلح میرزایی             |                    | شبکه تهران۱۴ قسمت             |
| ۱۳۹۱ | چمدان                 | خسرو ملکان                       |                    | شبکه ۲۲۵ قسمتپخش در ماه رمضان |
| ۱۳۹۱ | تکیه برباد            | محمود معظمی                      | نسرین              | شبکه تهران۳۰ قسمت             |
| ۱۳۹۳ | قهر و آشتی            | علی ژکان                         | هنگامه             | شبکه ۱۲۳ قسمت                 |
| ۱۳۹۴ | نفس گرم               | محمدمهدی عسگرپور                 | مادر ترانه         | شبکه ۱۳۵ قسمت                 |
| ۱۳۹۶ | گسل                   | علیرضا بذرافشان                  | لیلا اعتبار        | شبکه ۱۳۹ قسمت                 |
| ۱۳۹۷ | راه و بیراه           | داوود بیدل                       |                    | شبکه ۱۳۰ قسمت                 |
| ۱۳۹۸ | حکایت‌های کمال         | قدرت‌الله صلح میرزایی             | عفت الملوک         | شبکه ۲                        |